# Chlorolestes conspicuus
Chlorolestes conspicuus е вид водно конче от семейство Synlestidae. Видът не е застрашен от изчезване.

## Разпространение
Разпространен е в Южна Африка.

## Описание
Популацията на вида е стабилна.